# Mr. Tambourine Man
„Mr. Tambourine Man“ je píseň amerického písničkáře Boba Dylana z roku 1965. Původně vyšla na jeho pátém albu Bringing It All Back Home v březnu 1965. Ve stejném roce ji nahrála i skupina The Byrds; jejich verze se stala hitem a umístila se na prvním místě americké i britské singlové hitparády. Skupina podle této písně pojmenovala i své první album. Obě verze písně zařadil časopis Rolling Stone mezi 500 nejlepších písní všech dob: Dylanovu verzi na 107. místo a verzi skupiny Byrds na 79.
české verze
- Jako „Hej, chlapče s tamburínou“ s textem Radka Stanky ji v roce 1973 nahrála skupina Fešáci
- Jako „Hej, pane s tamburínou“ ji s vlastní textem v roce 1980 nahrála Zdeňka Lorencová